# Very Bad Things
Very Bad Things ist eine Filmkomödie von Peter Berg aus dem Jahr 1998. Sein Regiedebüt befasst sich auf zynische Art und Weise mit einer missglückten Junggesellenfeier von fünf engen Freunden in Las Vegas und deren Folgen.

## Handlung
Kyle Fisher feiert mit seinen Freunden Charles, Robert, Michael und Adam in einem Hotelzimmer in Las Vegas seinen Junggesellenabschied mit lauter Musik, Drogen und einer von Robert vorbestellten Prostituierten. Als sich Michael mit der Prostituierten ins Badezimmer zurückzieht, kommt es dort zu einem Unfall, bei dem er ihren Kopf an einem Handtuchhalter aufspießt.
Robert, der in der einsetzenden Panik als einziger einen klaren Kopf behält, überzeugt den Rest der Gruppe, die Polizei nicht zu rufen und die Leiche einfach in der Wüste zu vergraben. Der Unfall droht aber aufzufliegen, als ein Sicherheitsmitarbeiter des Hotels durch Zufall die Leiche der Prostituierten entdeckt. Um deren Tötung zu verdecken, ermordet Robert diesen daraufhin.
Unter Roberts Anweisungen zerlegen die Freunde nun die zwei Leichen, vergraben sie in der Wüste von Nevada und kehren nach Hause zurück. Adam wird dort als erster von seinem schlechten Gewissen geplagt. Auf dem Polterabend fängt er einen Streit mit seinem Bruder Michael an. Dieser verletzt ihn daraufhin sehr schwer, als er mit voller Wut mit seinem Auto Adams Mini-Van rammt. Im Krankenhaus verstirbt Adam, nachdem er seiner Frau Lois noch etwas zuflüstern konnte.
Robert befürchtet nun, dass Adam Lois erzählte, was in Las Vegas geschah. Nachdem Lois andeutet, Adam hätte eine Art schriftlicher Beichte hinterlassen, tötet Robert sowohl Lois als auch Michael und lässt es wie eine Affäre der beiden aussehen.
Nun hält auch Kyle den Druck nicht mehr aus – er berichtet seiner zukünftigen Ehefrau Laura von den Geschehnissen in Vegas. Zu allem Übel müssen sich die beiden nun auch noch um Lois’ und Adams Kinder kümmern, erben im Gegenzug aber das Vermögen des verstorbenen Ehepaares, welches sich jedoch von anfangs geschätzten 1.000.000 US-Dollar infolge von Abzügen, der Inflation und der versäumten Zahlung einer Rate von Adams Lebensversicherung auf nur 14.223 US-Dollar reduziert.
Kurz vor der Hochzeit zwischen Kyle und Laura versucht Robert, Kyle zu erpressen und verlangt das vermeintliche Erbvermögen. Er wird dafür von Laura erst schwer verletzt und später versehentlich von Charles getötet. Nach der Hochzeit schickt Laura ihren Ehemann in die Wüste, um dort Roberts Leiche zu vergraben und dabei auch noch Charles, den einzigen lebenden Zeugen, zu ermorden.
In der Wüste angekommen, bringt Kyle es nicht übers Herz, seinen Freund zu töten. Auf der Heimfahrt haben die beiden aber einen schweren Autounfall. Kyle verliert beide Beine und Charles erleidet eine Querschnittlähmung. Und so muss sich Laura nun um diese beiden und die zwei Kinder von Adam und Lois kümmern, dadurch erleidet sie einen Nervenzusammenbruch.

## Kritiken
„Beim Zuschauer hinterlässt die blutige Mischung aus Pulp Fiction, Swingers und Verrückt nach Mary bipolare Gefühle. Entweder bejubelt man Bergs Unwillen, sich für ein Genre zu entscheiden und lacht sich kaputt über den rasenden Zynismus. Oder man mag irgendwann dem herben Spaß nicht mehr folgen und steigt pikiert aus. Letztere Entscheidung verdirbt freilich den Genuss der feinen Grundidee und des verrückten Spiels der gut aufgelegten Schauspieler. Diese illustre Riege an damals nur ‚bekannten‘ Stars […] allein ist ihr Eintrittsgeld wert. […] Auch Regisseur Peter Berg hat seitdem einen Karrieresprung gemacht. […] Sein Very Bad Things schafft es zwar nicht, den Fokus auf seinem pechschwarzen Humor zu halten, weil Berg zuletzt dem blutigen Publikumsgeschmack Tribut zollt. Trotzdem ist die wechselhafte Mordskomödie unterhaltsamer als so manch moderner Hochgeschwindigkeitsschmarren, der sich gleichzeitig in die Kinos traut.“

„Der Versuch einer rabenschwarzen Satire auf den ‚American way of life‘ scheitert am Zynismus der Vorlage sowie an blutigen Details, die den schwarzen Humor schnell in den Hintergrund drängen. Auch das ansehnliche Schauspieler-Ensemble kann den Film nicht retten.“

„Die bissige Satire bietet ein Potpourri aus allem, was man an tiefschwarzem Humor so lieben kann und für den vollen filmischen Genuss auch sollte. Darüber hinaus präsentiert es einen gut aufgelegten (und bitterbösen) Christian Slater, als auch eine unverbrauchte Cameron Diaz, die abermals beweist, dass ihr in Sachen komödiantisches Talent kaum jemand das (Hollywood-)Wasser reichen kann.“

## Trivia
- Die Prostituierte wurde von der Pornodarstellerin Kobe Tai verkörpert, die unter ihrem bürgerlichen Namen Carla Scott auftritt.
- Ursprünglich hatte der Film eine FSK-18-Freigabe und die erste DVD von Ascot war nicht ganz 96 Minuten lang. Später erschien jedoch eine um rund 20 Sekunden längere Uncut-DVD-Version des Labels Splendid, die nun von der FSK sogar ab 16 Jahren freigegeben war.